# Twomad
Muudea Sadik, född 17 december 2000, påträffad död 13 februari 2024, var en kanadensisk youtubare, liveströmmare och internetpersonlighet. Vid sin död hade Twomad mer än 2 miljoner följare på Youtube.
Han var en kontroversiell kreatör, som gjorde mestadels komedisketcher men även internettrollande vilket inte uppskattades av hans kollegor. Dödsorsaken rapporterades vara en överdos av ospecificerad narkotika.